# Lodewijk I van Beaumont
Lodewijk I van Beaumont (1412 – Madrid, 28 mei 1462) was een Frans-Spaanse edelman.
Lodewijk I van Beaumont was ridder en 1e graaf van Lerín, baron van Guiche, Heer van Saint-Martin de Unx, Noailhan, Curton en andere plaatsen. Hij trouwde in 1424 met Johanna van Navarra, een onechte dochter van Karel III van Navarra.
Lodewijk was een zoon van Karel van Beaumont en Ana van Curton. Hij erfde in 1432 bezittingen in Navarra, Soule en Labord en de titel van Condestable. Zijn eigendommen in Soule en Labourd werden in 1449 door Hendrik VI van Engeland in beslag genomen.
Zijn grootvader was Lodewijk van Navarra, graaf van Beaumont-le-Roger, derde zoon van Filips III van Navarra.
Lodewijk voerde tijdens de oorlog van Karel van Viana tegen zijn vader Johan II van Aragón de factie van de Beaumonteses aan. Bij de slag om Aibar, die door Karel en Lodewijk werd verloren, werden zij beide gevangengenomen. Hoewel nog minderjarig werd zijn zoon Lodewijk benoemd tot kapitein en luitenant van de prins van Viana. Onder leiding van zijn oom Johan van Beaumont zet hij de strijd voort. Karel van Viana komt op 22 juni 1453 vrij met belangrijke gijzelaars als onderpand: Fernando de Rojas, Lodewijk van Beaumont, diens zoon Karel van Beaumont en zes anderen uit de gelederen van de Beaumonteses.
Lodewijk bleef tot maart of april 1460 als gijzelaar in gevangenschap van Johan II. Hij kwam vrij nadat Karel van Viana en Johan op 23 januari 1460 een verdrag hadden gesloten.
Zijn vrouw Johanna stierf tijdens zijn gevangschap in Pamplona, op 1 september 1456. Ze zou in de kathedraal van Pamplona zijn begraven. Volgens andere bronnen lag Lodewijk samen met Johanna begraven in de kerk van het kapucijnerklooster van Lerín onder een grafzerk van albast en marmer die werd vernield in de Spaanse Burgeroorlog van 1820-1823.

## Nageslacht
Lodewijk kreeg vier kinderen uit zijn huwelijk met Johanna:
- Lodewijk II van Beaumont, 2e graaf van Lerín (1430-1508)
- Hendrik
- Karel
- Filips